# Eric Verstappen
Eric Verstappen (Tegelen, 19 mei 1994) is een Nederlands voetballer die als doelman speelt.

## Carrière
Eric Verstappen speelde in de jeugd van SC Irene, VVV-Venlo en PSV. Van 2013 tot 2015 was hij achter Niki Mäenpää en Danny Wintjens derde keeper van VVV-Venlo, waar hij zodoende nooit in actie kwam. Van 2015 tot 2017 was hij reservekeeper bij BV De Graafschap, waar hij alleen met het tweede elftal in de Derde divisie zondag speelde. In 2017 vertrok hij naar 2. Bundesligaclub Eintracht Braunschweig, waar hij ook alleen in het reserve-elftal speelde. In 2018 maakte hij de overstap naar de Berlijnse amateurclub Tennis Borussia Berlin, maar na een half jaar keerde hij weer in het profvoetbal terug bij 3. Ligaclub FC Würzburger Kickers. Hier begon hij ook als reservekeeper, maar maakte op 20 april 2019 in de met 2-0 verloren uitwedstrijd tegen FSV Zwickau zijn debuut in het betaald voetbal. et zijn club verloor hij in september 2020 de finale om de Bayerischer Toto-Pokal van 1860 München. Met Würzburger Kickers promoveerde hij in 2020 naar de 2. Bundesliga maar degradeerde in 2021 weer. Hierna verliet hij de club. Nadat hij al enige tijd meetrainde, tekende Verstappen op 2 november 2021 een contract tot het einde van het seizoen bij Vitesse. In februari 2023 maakte de clubloze keeper zijn comeback bij Würzburger Kickers.

### Statistieken

#### Beloften
| Seizoen                       | Club                      | Competitie           | Competitie | Competitie | Overig | Overig | Totaal | Totaal |
| Seizoen                       | Club                      | Competitie           | Wed.       | Dlp.       | Wed.   | Dlp.   | Wed.   | Dlp.   |
| ----------------------------- | ------------------------- | -------------------- | ---------- | ---------- | ------ | ------ | ------ | ------ |
| 2016/17                       | Jong BV De Graafschap     | Derde divisie zo.    | 8          | 0          | –      | –      | 8      | 0      |
| 2017/18                       | Eintracht Braunschweig II | Regionalliga Nord    | 3          | 0          | –      | –      | 3      | 0      |
| 2018/19                       | TeBe Berlin II            | Bezirksliga Berlin   | 2          | 0          | –      | –      | 2      | 0      |
| 2018/19                       | FC Würzburger Kickers II  | Bayernliga Nord      | 2          | 0          | –      | –      | 2      | 0      |
| 2023/24                       | TSG 1899 Hoffenheim II    | Regionalliga Südwest | 0          | 0          | –      | –      | 0      | 0      |
| 2024/25                       | TSG 1899 Hoffenheim II    | Regionalliga Südwest | 0          | 0          | –      | –      | 0      | 0      |
| Totaal beloften               | Totaal beloften           | Totaal beloften      | 15         | 0          | 0      | 0      | 15     | 0      |
| Bijgewerkt op 9 augustus 2024 |                           |                      |            |            |        |        |        |        |

#### Senioren
| 2013/14                       | VVV-Venlo              | Eerste divisie      | 0  | 0 | 0 | 0 | 0 | 0 | 0  | 0 |
| 2014/15                       | VVV-Venlo              | Eerste divisie      | 0  | 0 | 0 | 0 | 0 | 0 | 0  | 0 |
| 2015/16                       | BV De Graafschap       | Eredivisie          | 0  | 0 | 0 | 0 | 0 | 0 | 0  | 0 |
| 2016/17                       | BV De Graafschap       | Eerste divisie      | 0  | 0 | 0 | 0 | – | – | 0  | 0 |
| 2017/18                       | Eintracht Braunschweig | 2. Bundesliga       | 0  | 0 | 0 | 0 | – | – | 0  | 0 |
| 2018/19                       | Tennis Borussia Berlin | Oberliga Nordost    | 4  | 0 | – | – | 2 | 0 | 6  | 0 |
| 2018/19                       | FC Würzburger Kickers  | 3. Liga             | 5  | 0 | – | – | 1 | 0 | 6  | 0 |
| 2019/20                       | FC Würzburger Kickers  | 3. Liga             | 14 | 0 | 1 | 0 | 0 | 0 | 15 | 0 |
| 2020/21                       | FC Würzburger Kickers  | 2. Bundesliga       | 2  | 0 | 0 | 0 | – | – | 2  | 0 |
| 2021/22                       | Vitesse                | Eredivisie          | 0  | 0 | 0 | 0 | 0 | 0 | 0  | 0 |
| 2022/23                       | FC Würzburger Kickers  | Regionalliga Bayern | 9  | 0 | – | – | 1 | 0 | 10 | 0 |
| Totaal senioren               | Totaal senioren        | Totaal senioren     | 34 | 0 | 1 | 0 | 4 | 0 | 39 | 0 |
| Carrièretotaal                | Carrièretotaal         | Carrièretotaal      | 49 | 0 | 1 | 0 | 4 | 0 | 54 | 0 |
| Bijgewerkt op 9 augustus 2024 |                        |                     |    |   |   |   |   |   |    |   |